# Кристијан Нодал
Кристијан Хесус Гонзалес Нодал (шп. Christian Jesús González Nodal, Каборка, Сонора, 11. јануар 1999) мексички је певач и текстописац.

## Биографија
Кристијан Нодал је рођен и одрастао у Каборки, Сонора, Мексико. Према својим речима, почео је да пева са четири године, а касније је научио да самостално свира клавир и гитару.
Његов први сингл, Adiós amor, који је објављен 2017. године под издавачком кућом Fonovisa, тренутно има више од милијарду прегледа на Јутјубу и учинио га је познатим у Мексику и Сједињеним Државама. Године 2019. успешно је објавио свој други албум, NOW. Нодал је радио са Хуанесом, Себастијаном Јатром и Малумом.